# A' Katīgoria 1983-1984
L'edizione 1983-84 della A' Katīgoria fu la 45ª del massimo campionato cipriota; vide la vittoria finale dell'Omonia, che conquista il suo tredicesimo titolo, il quarto consecutivo.

## Formula
Le 14 squadre si incontrarono in formazioni di andata e ritorno per un totale di 26 incontri; erano previsti due punti per la vittoria, uno per il pareggio, zero per la sconfitta.
Retrocessero in Seconda Divisione le ultime due classificate.

## Classifica finale
|  |    | Classifica finale   | G  | V  | N  | P  | GF | GS | DR  | Punti |
|  | -- | ------------------- | -- | -- | -- | -- | -- | -- | --- | ----- |
|  | 1  | Omonia (C)          | 26 | 18 | 6  | 2  | 59 | 19 | +40 | 42    |
|  | 2  | Apollōn Limassol    | 26 | 14 | 9  | 3  | 50 | 28 | +22 | 37    |
|  | 3  | Pezoporikos Larnaca | 26 | 12 | 10 | 4  | 34 | 17 | +17 | 34    |
|  | 4  | APOEL (CC)          | 26 | 12 | 9  | 5  | 42 | 23 | +19 | 33    |
|  | 5  | Anorthōsis          | 26 | 9  | 11 | 6  | 34 | 29 | +5  | 29    |
|  | 6  | EN Paralimni        | 26 | 9  | 9  | 8  | 31 | 28 | +3  | 27    |
|  | 7  | AEL Limassol        | 26 | 9  | 8  | 9  | 30 | 26 | +4  | 26    |
|  | 8  | EPA Larnaca         | 26 | 6  | 13 | 7  | 28 | 31 | -3  | 25    |
|  | 9  | Alkī Larnaca        | 26 | 6  | 10 | 10 | 26 | 28 | -2  | 22    |
|  | 10 | Arīs Limassol       | 26 | 5  | 12 | 9  | 24 | 35 | -11 | 22    |
|  | 11 | Nea Salamis         | 26 | 7  | 8  | 11 | 25 | 41 | -16 | 22    |
|  | 12 | Omonia Aradippou    | 26 | 4  | 8  | 14 | 23 | 41 | -18 | 16    |
|  | 13 | Ethnikos Achnas     | 26 | 6  | 4  | 16 | 29 | 56 | -27 | 16    |
|  | 14 | Ermīs Aradippou     | 26 | 3  | 7  | 16 | 23 | 56 | -33 | 13    |

G = Partite giocate; V = Vittorie; N = Nulle/Pareggi; P = Perse; GF = Goal fatti; GS = Goal subiti; DR = Differenza reti.
- (C): Campione nella stagione precedente
- (CC): Vince la Coppa di Cipro

### Verdetti
- Omonia Campione di Cipro 1983-84.
- Ethnikos Achnas e Ermis Aradippou retrocesse in Seconda Divisione.

### Qualificazioni alle Coppe europee
- Coppa dei Campioni 1984-1985: Omonia qualificato.
- Coppa delle Coppe 1984-1985: APOEL qualificato.
- Coppa UEFA 1984-1985:  Apollon Limassol qualificato.